# Kürnach (Pleichach)
 (juillet 2019).
La Kürnach est une rivière traversant la ville allemande de Wurtzbourg et son arrondissement, dans le Land de Bavière. Elle est un affluent de la Pleichach.

## Géographie
La Kürnach prend sa source dans le Schwarzen Brunn, situé à l’est du village de Kürnach, dans la partie nord de la forêt de Rankenholz. Elle coule à peu près vers le sud-ouest. Elle traverse Kürnach et Estenfeld, puis passe dans la ville de Würzburg par le quartier de Lengfeld dans une zone de peuplement urbain fermée.

### Affluents
- Höllberggraben, à gauche et à l'est d'Estenfeld
- Nägeleinsbach, à gauche et à l'est d'Estenfeld
- Riedbach, à gauche et à l'est d'Estenfeld

## Toponymie
En 779, la Kürnach est mentionnée pour la première fois et s'appelait en vieux haut allemand Quirnaha. Quirn signifie moulin et aha signifie eau. Le même document atteste la présence d'un moulin.

## Source de la traduction
- (de) Cet article est partiellement ou en totalité issu de l’article de Wikipédia en allemand intitulé « Kürnach (Pleichach) » (voir la liste des auteurs).